# 福建省长汀第一中学
福建省长汀第一中学，简称长汀一中，是中国福建省龙岩市长汀县的一所公立全日制高级中学，于1904年建校。学校前身是創辦於1681年的汀州龙山书院。

## 学校歷史
1901年9月14日，光緒皇帝實施新政，通告各省：「凡書院中屬省城者改為大學堂，屬各府者改為中學堂，屬各縣者改為小學堂」，龙山书院遂改名「汀郡中学堂」。學堂由张星炳创立並兼任总办官，康詠任察學員之一，兼理全部校務。次年，康詠被聘為該學堂監督。
民國初期，政府改學堂為學校，汀郡中学堂時任校長張選青，依照政策改名「汀州中学校」。1917年，学校收歸省辦，改名「省立第七中学」。1929年，毛泽东领红軍入闽，学校改用作軍用房。1932年，政府机关设于此。因此，在1930至35年間，学校都暫时停办。1936年，学校復办並改为初级中学，命名「省立长汀初级中学」，后来又曾兩度改名。1955年定為現名「长汀县第一中学」（其中曾因长汀六中及长汀师范学校的并入再次更名）並使用至今。

## 学校荣誉
- 2005年，获福建省一级达标高中。[1]
- 2019年，通过福建省一级达标高中复查成为省一级示范高中。[11]

## 知名校友
- 杨成武：中国人民解放军开国上将、北京军区首任司令员、前中国人民解放军代总参谋长及全国政协副主席。[12]
- 劉亞樓：中国人民解放军开国空軍上将、國防科委副主任。
- 張存浩：中國物理化學家、美國密歇根大學碩士、2013年國家最高科學技術獎得獎者。
- 張浚生：新華社香港分社副社長、浙江大學黨委書記。
- 王业键：中华民国中央研究院院士。[13]

## 外部連結
- 福建省长汀第一中学 （页面存档备份，存于）